# Sint-Franciscuskerk (Franeker)
De Sint-Franciscuskerk is een kerkgebouw in Franeker in de Nederlandse provincie Friesland.

## Beschrijving
De huidige rooms-katholieke kerk werd in 1963 gebouwd naar plannen van Herman van Wissen ter vervanging van een kerk uit 1865. De Franciscusparochie in Franeker bestond al sinds 1637 en werd opgericht door de Franciscanen (minderbroeders), volgelingen van Franciscus van Assisi. De kerk heeft een klokkentoren met twee klokken.
Het orgel uit 1888 werd gebouwd door Adema met gebruik van ouder pijpwerk. Het koororgel uit 1977 is gemaakt door Flentrop en werd in 2008 in de kerk geplaatst. Het is afkomstig uit de Grote Kerk in Harlingen. Het Flentrop-orgel is inmiddels niet meer in de Franciscuskerk.

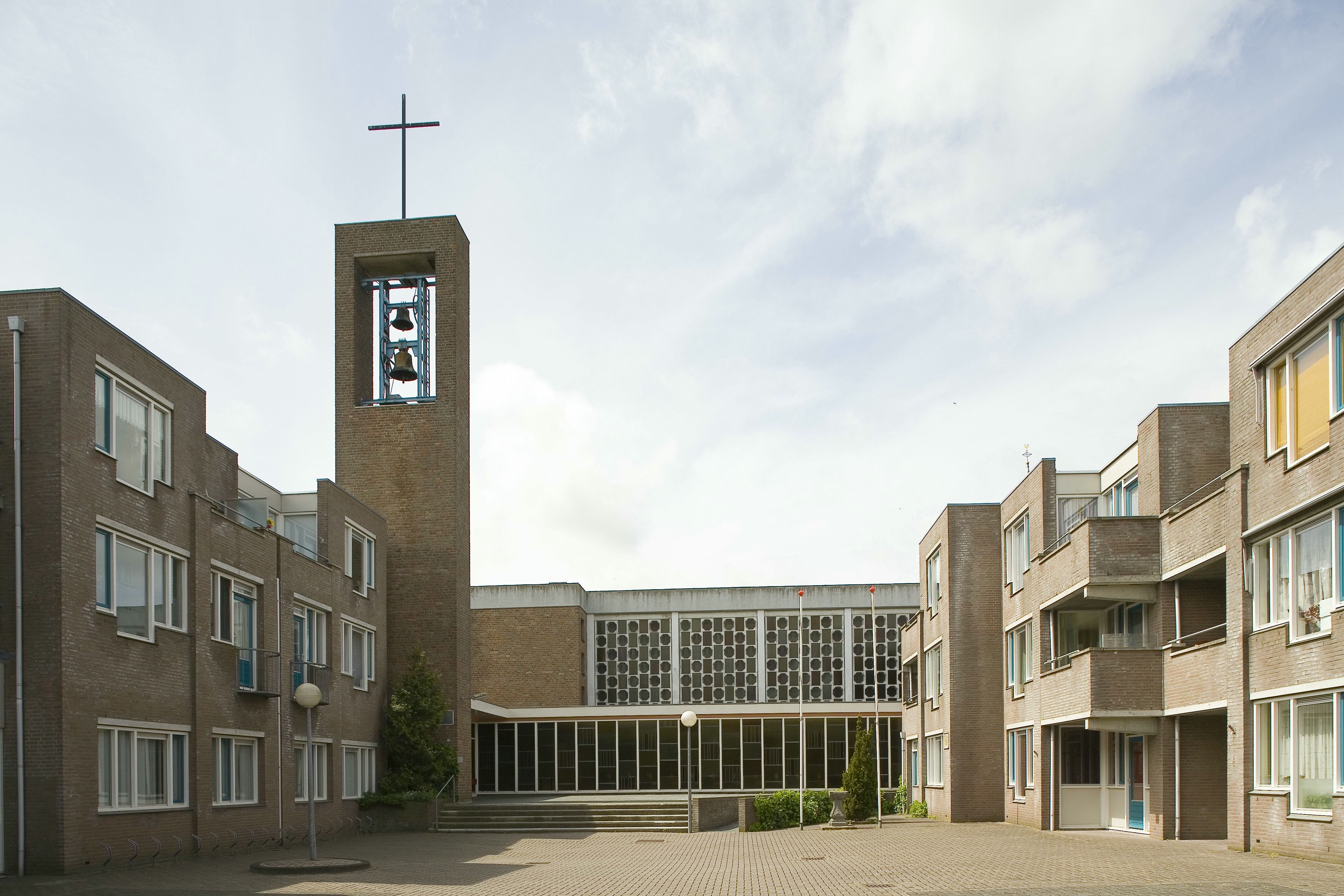
Oostgevel (2007)

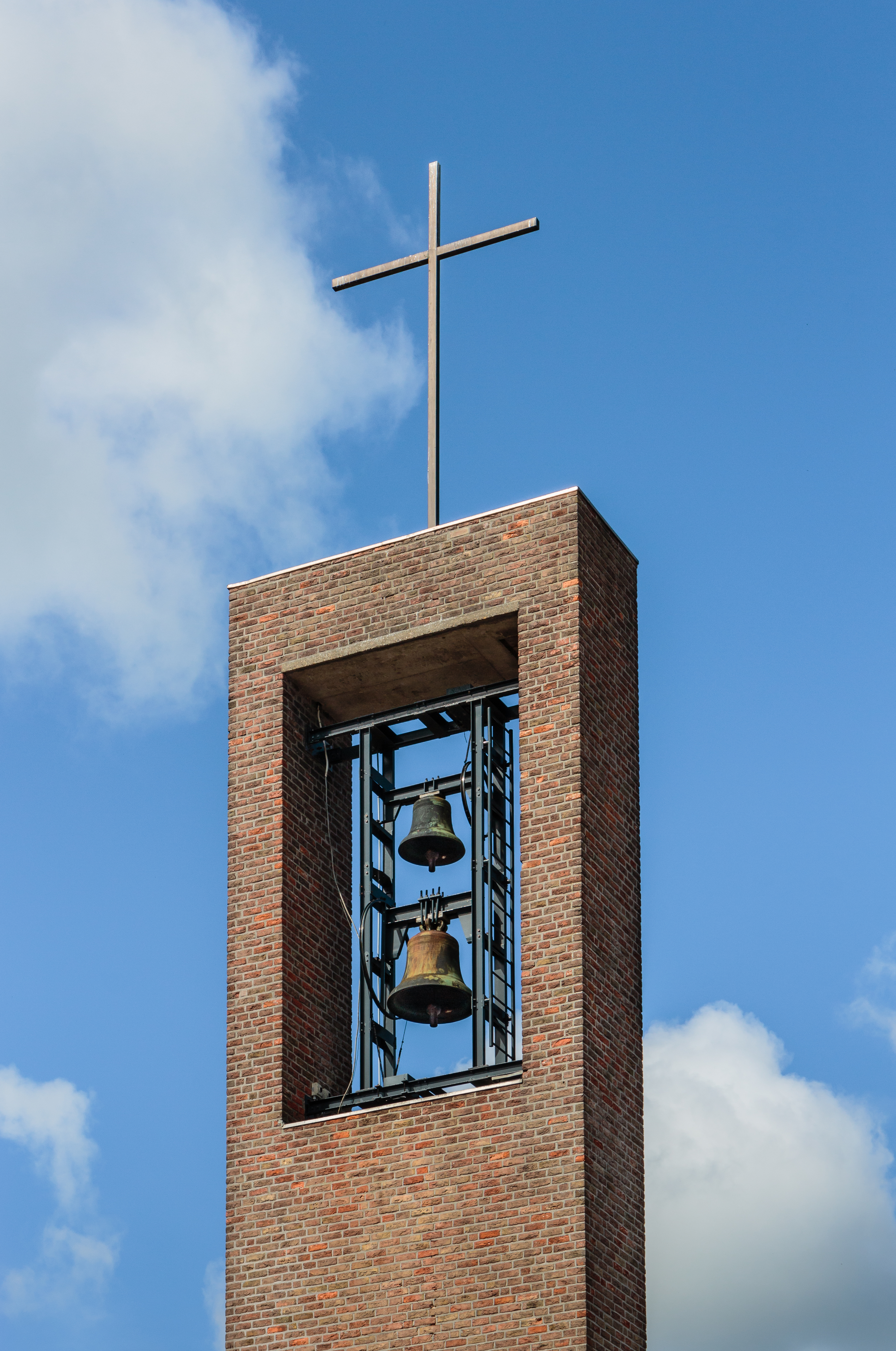
Klokkentoren